# Oncholaimus brachycercus
Oncholaimus brachycercus är en rundmaskart. Oncholaimus brachycercus ingår i släktet Oncholaimus, och familjen Oncholaimidae. Arten är reproducerande i Sverige.